# Potatislov

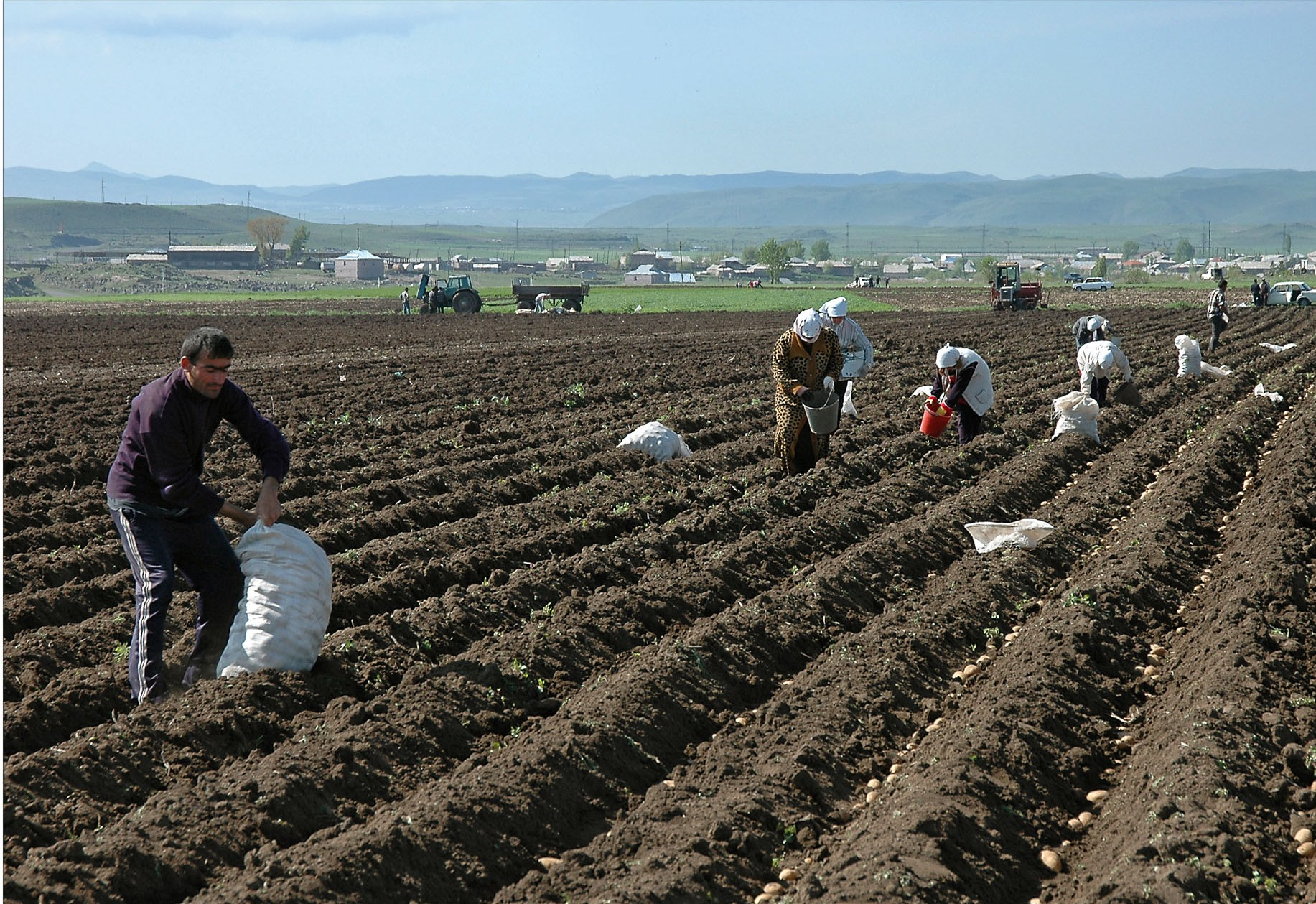
Potatisskörd i Armenien

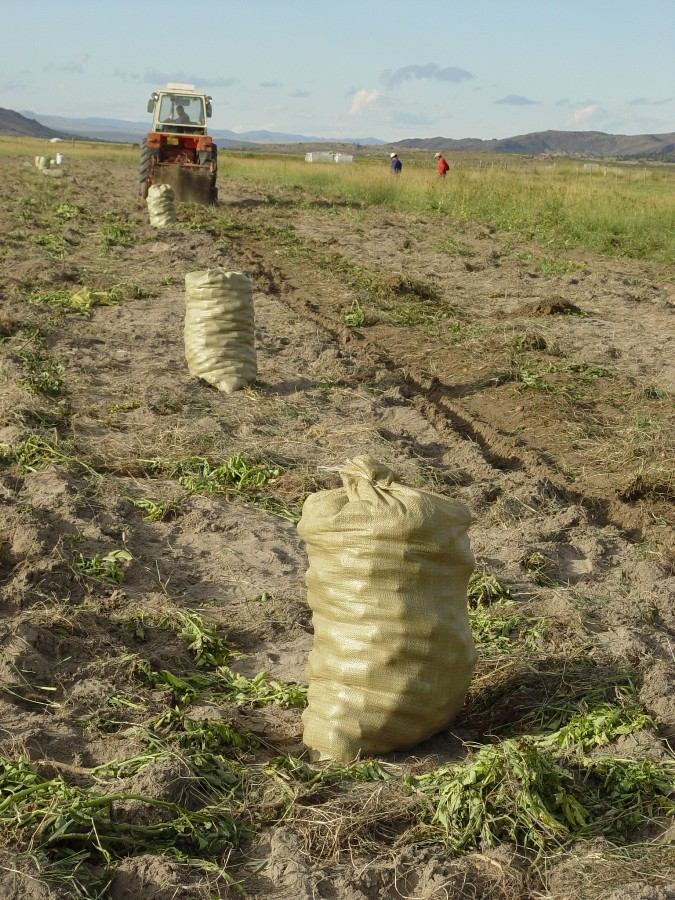
Potatisskörd

Potatislov, eller skördelov, var tidigare ett skollov under tidig höst, då skolbarn fick ledigt från undervisningen för att kunna hjälpa till hemma med att ta upp potatis eller rovor. Före mekaniseringen av upptagningen var det nödvändigt att alla medlemmarna av jordbrukarhushåll deltog i skörden av potatis och rotfrukter. Potatislov var en vanlig företeelse i delar av Europa och i Nordamerika. Lovet har i Sverige och vissa andra länder numer ersatts av höstlovet. 
Lovet infördes för att motverka att barnen bara uteblev från skolan. Till en början var loven i Sverige lokalt bestämda.

## Danmark
I Danmark infördes ett nationellt potatislov ("kartoffelferie"), eller potatis- och rovlov, 1899. Lovveckan har traditionellt varit vecka 42 i Danmark, det vill säga i slutet av oktober, vilket passade tidigare tiders cykel i jordbruket, då man väntade så länge som möjligt med upptagningen för att få största möjliga knölar. Denna vecka har senare omvandlats till vecka för höstlovet, "efterårsferie".

## Norge
Norska elever hade under åren efter andra världskriget en veckas "høstlov", då det förväntades att de skulle hjälpa till i potatisskörden. Lovet inföll vanligen under veckorna 40–42, beroende på var i landet barnen bodde.

## Sverige
I Sverige togs det nationellt fastslagna potatislovet bort 1959. Detta lov ersattes på 1980-talet av höstlovet, ett mitterminslov omkring Allhelgonahelgen utan koppling till jordbrukets årscykel. 2016 byttes namnet på lovet till Läslovet, efter ett upprop på Bokmässan 2015.

## Kanada
I provinsen New Brunswick började höstterminen tidigare, sedan lång tid tillbaka, i augusti, och i slutet av september hade skolan lov under två veckor för att eleverna skulle hjälpa till i potatisskörden. Denna ordning upprätthölls till 2012.